# アレクサンドル・クプリーン
アレクサンドル・イヴァーノヴィチ・クプリーン (ロシア語: Алекса́ндр Ива́нович Купри́н), (1870年9月7日（ユリウス暦 8月26日） ペンザ州ナロフチャツキーの村 – 1938年8月25日 レニングラード)は、小説『決闘』 (1905年)でよく知られるロシアの作家、飛行士、探検家、冒険家。
他によく知られる作品に『貪欲の神』 (1896年)、『野性の誘惑 オレーシャ』 (1898年)、『ルイブニコフ二等大尉』 (1906年)、『エメラルド』 (1907年)、『ざくろ石の腕輪』 (1911年) 等がある。アレキサンダーやクープリンとも表記されることがある。

## 生涯

### 生い立ち
クプリーンは下級官吏イヴァン・イヴァーノヴィチ・クプリーンの息子。母親のリュボーフィ・アレクセーエヴナ・クプリーナは、タタールの女公爵 (Kulunchakovs家)であり、ロシアにおける多くの貴族のように、19世紀の間で資産のほとんどを失った。
生まれて間もなく1871年に父親イヴァン・イヴァーノヴィチはコレラによって37歳で亡くなった。3年後、母親とアレクサンドルは、モスクワのクドリノにある母子保護施設へ移った（1914年の物語"A White Lie"で描かれている）。1876年に慈善施設ラズモフスキー寄宿舎に入り、それは彼が後年に「子供時代の鬱積」と呼んだ多くのものをもたらす原因になるが、自由奔放に生きる性質に、彼の友だち同士間において見事な話の上手な人気者であった。露土戦争におけるロシア軍勝利に触発され、のちの1882年にモスクワ陸軍幼年学校と改称することになった第二モスクワ陸軍高等学校へ1880年に入学した。それら記憶は常に残存、のちの複数の自伝的小説"At the Turning Point" (1900), "The River of Life" (1906), "Lenochka" (1910)等に反映されている。「陸軍幼年学校における枝むちによって打たれた記憶は私の生涯において残った」、彼は死の直前に著した。けれども、彼は文学に興味を持ち、主に詩を書き始めた。若者らしい詩30首あまりのほとんどは1883年から1887年にかけて陸軍幼年学校にいた4年間で書いた。この期間中クプリーンは、複数の外国語詩を翻訳(ピエール＝ジャン・ド・ベランジェの「レ・イローデル」やハイネの「ローレライ」)した。
1888年の秋、クプリーンは陸軍幼年学校を卒業してモスクワにあるアレクサンダル士官学校に入学した。1890年夏、中尉の階級で士官学校を卒業、現在フメリニツキーのプロスクーロフにあるドニエプル第46歩兵連隊の駐屯地に配置された。ここで軍の任務に就き、むこう4年間を過ごした。

### 文学活動の始まり
1889年にクプリーンは詩人リオドール・パールミン (Liodor Palmin)に出会い、パールミンが編集したうえで刊行したクプリーンのデビュー短編小説『最後のデビュー』は1881年に舞台歌手イェヴラリーヤ・カドミナが毒物によって自殺する実際に起きた事件に基づいている。また、イワン・ツルゲーネフの物語『クララ・ミリッチ』もこの悲劇に着想を得ている。およそ3年の間で、デビュー作『最後のデビュー』や、1892年12月には2作目の物語"Psyche"を発表した。次いで作品"On a Moonlit Night"では精神に異常をきたす1節を示し、幻想や現実の狭間における細い繋がりを表した。兵役を務めていたクプリーンは数年間で"In the Dark" (1893)など複数の作品を出版、筆者自らを珍しく奇妙な人間の心身症状の収集家と称し、狡猾で異常な精神状態の調査をした("A Slav Soul"、"Madness"、"The Forgotten Kiss"、すべて1894年刊行)。最初の刊行物"The Enquiry"（1894）は軍に関わる批判的意見を喚起したものであった。刊行された"The Enquiry"は間違いなく1894年夏にクプリーンが辞職した主な原因である。"The Enquiry"を皮切りにロシア軍をテーマにした短編小説のシリーズを開始。最終的に最も著名な作品になった『決闘』を含む"A Place to Sleep" (1897), "The Night-shift" (1899), "Praporshchik"  (1897), "The Mission" (1901) 等。
1894年に軍隊を除隊後、将来に対する明確な計画を持っているわけでは無かった。クプリーンはロシア帝国南西部をまたがる約5年間にわたった長旅に踏み出した。彼は歯科医療、土地測量、役者、サーカス曲芸師、教会の歌手、医者、狩猟家、漁師など数々の職種に就いた。これら全ての経験はのちの小説に反映されている。その間、作家グレープ・ウスペンスキーの短編を数多く読み込む独学に従事、クプリーンのお気に入りな作家となっている。
1894年夏、クプリーンはキエフに到着し、9月まで地元にある新聞『Kievskoe Slovo』(キエフ世界)、『Zhizn i Iskusstvo』(美術生活)で働き始め、そしてのちに『Kievlianin』(キエフ市民)に移った。1890年代後半にヴォルィーニで農園経営者として、それから彼は植物ニコチアナ・ルスティカを栽培させるため南ベラルーシのポリーシャ地域で働いていた。優れたジャーナリストに必要な資質である「無謀な勇気、大胆さ、視野の広さ、そして驚くほどの記憶力」は彼自身においてすべて備わっている才能であると信じていた。ロシア帝国南西部へと頻繁に旅を敢行しながらノヴォチェルカッスク、ロストフ・ナ・ドヌ、ツァリーツィン、タガンログ、オデッサ等でそれぞれ発行されている新聞に寄稿している。
クプリーンは文芸欄連載やクロニクルを並行しながら短編を書き、特定な職業や人々の環境を詳細に調査、または境遇を集めて、のちにまとめ、生き生きと描いた。1896年3月に"Kiev Types"と題する8つの短編を含む限定版を刊行した。 1897年10月に第二弾となる短編集"Miniatures"を刊行、彼の最も有名なサーカス物語のひとつ『さあ、やれ』(Allez!)はレフ・トルストイから高い評価を獲得する。 1905年にクプリーンは短編集"Miniatures"について「文学の道に沿った最初の大人げない歩み」と評する、それにもかかわらず、"Kiev Types"に見られるように作家としてキエフにおける体験により、おおいなる成熟段階を迎えた。複数の工業労働者上の短編小説はドンバス地域を訪れたあと1896年から1899年にかけて書かれている。
1896年、クプリーンの最初の重要な作品『貪欲の神』を『Russkoye Bogatstvo』誌に発表、急速に発展していくロシア資本主義の批判や発展していく国家の影で起こる産業不安を垣間見せた。それから、2度だけ簡単な主題("A Muddle", 1897、"In the Bowels of the Earth", 1899)に戻っている。1897年の数ヶ月、クプリーンはヴォルィーニで過ごしていた。「ここで私は最も活発で、広々した高貴にして実りの多い印象を吸収し... そしてロシアの本当の景観や言葉を知るに至った」と1920年に回想している。未完成の短編集"Polesye Cycle"に含む3つの短編小説である"The Backwoods"、大いに絶賛された愛の一篇『野性の誘惑 オレーシャ』、そしてホラー物語"The Werewolf"等を1898年から1901年の間にそれぞれ発表した。
クプリーンの文学的評判は『貪欲の神』や『野性の誘惑 オレーシャ』によって大きく築き上げられた。1901年9月にペテルブルクの人気月刊誌『みんなのジャーナル』の編集者ヴィクトル・ ミロリュボフ (Viktor Mirolyubov)より招待され、編集の一員として参加、12月から首都で働き始めた。

### ペテルブルク
ペテルブルクでクプリーンはロシア文化的な生活の中心にいることに気付いた。彼はアントン・チェーホフと友達になり、1904年に亡くなるまで定期的に手紙をやり取りして、たびたびアドバイスを求めていた。クプリーンとイヴァン・ブーニンの友情は両者とも海外移住してしまうまでの間、ほぼ40年間くらい続いた。月刊誌『神の世界』の編集者、学者、評論家であるフョードル・バーチュシコフ (Fyodor Batyushkov)と親しくなった。両者は頻繁に往復書簡を交換、残っている約150の手紙は往復書簡のその一部にすぎない。ヴィクトル・ ミロリュボフの指導をのちにクプリーンは大いなる感謝の気持ちを抱きながら回想している。マクシム・ゴーリキーはクプリーンのキャリアに大きな影響を及ぼした。 クプリーンは「彼が私の仕事に誠実で丁寧な点について持っていただけでなく、以前に考えたことがない事柄に関して考えさせた」と後年に記した。

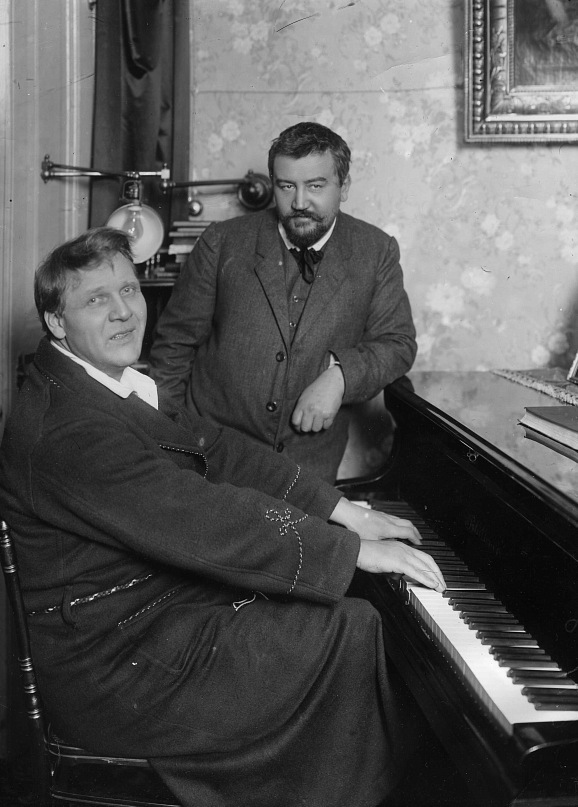
フョードル・シャリヤピンとクプリーン

クプリーンは1901年にニコライ・テレショフ (Nikolai Teleshov)によって1899年に設立されゴーリキー、ブーニン、レオニド・アンドレーエフ等が名を連ねた若い世代の現実主義作家を中心として構成されたモスクワ文学会スリダー(水曜会)に参加した。1902年2月にペテルブルク音楽院院長の未亡人アレクサンドラ・ダビドワの養女マリア・カルロヴナ・ダビドワと結婚した。アレクサンドラ・ダビドワは1889年に夫が亡くなった時にペテルブルクのリベラル月刊誌『神の世界』の編集者になった。1902年の始めにアレクサンドラ・ダビドワが亡くなったとき、マリア・ダビドワはその出版物『神の世界』を引き継ぎ、同年にクプリーンは『みんなのジャーナル』を辞し、妻の定期刊行物のフィクション部門を率いた。
クプリーンは1903年2月にゴーリキーが設立した「ズナーニエ」 (知識) から"The Enquiry"や『貪欲の神』といった8つの著作を発表した。クプリーンは「このような旗の下の世界において出版できることはとても心地よい」とチェーホフに宛てた手紙の中で言及している。トルストイが賞賛した鮮やかな文面について批評家はチェーホフやゴーリキーの主題や技巧に近いとしてほぼ満場一致の賛同を得た。 月刊誌『神の世界』のアンゲル・ボグダノヴィチはクプリーンの引き締まった文体や活力ある人生の喜びに満ちた感情を伝えるその才幹を賞賛した。1903年3月にゴーリキー自らがニコライ・テレショフへ送った書面の中において、クプリーンはチェーホフやアンドレーエフの後ろに続く第3番目の評価に位置していた。
クプリーンは文学的な成功にもかかわらずペテルブルクにおける最初の数年間で精神的に疲れ果てていた。勤め先だった雑誌を少しの時間でも自身の執筆活動に専念するため辞職した、作品は『神の世界』に掲載されたが、流布していた巷の噂ではクプリーンは関係者のコネによって成功を果たしたとされていた。彼がキエフの友人へ宛てた手紙の中で「人生は厳しい」、「スキャンダル、ゴシップ、妬み、憎しみ... 私は非常に孤独で悲しい」と書いている。
クプリーンは1902年から1905年の間にかけて故郷に在住していたころよりあまり執筆しなかった。この時期、多くの物語の中から注目に値するのはチェーホフやトルストイの両者から高い評価を得ている『サーカスにて』(1902)、作品"Polesye Cycle"の主題と繋がっている"The Swamp"(1902)、ロシア帝国南部・西部地域でポグロムが定期的に発生、ロシア社会の中で迫害された社会的少数派に深い同情を示した作品"The Jewess" (1904)。この時期の散文でその他主題には偽善("A Quiet Life", 1904; "Good Company", 1905)、偏見("Measles", 1904)、有閑階級における堕落("The High Priest", 1905)等が含まれる。 

### 『決闘』
「恐怖と無聊な軍隊生活」と発言していたクプリーンは軍隊生活の2年目に長編小説『決闘』を着想していたが、1904年になって本格的に執筆を開始、1905年5月3日に発表した。書き下ろした小説はクプリーン自身の若き日のカタルシス体験と密接に関連している。
| 「 | 「私は兵役期間によって蓄積された忘れ難い苦しみから自らを解放しなければならない。この小説を決闘と呼ぶ、それは私の決闘は... 帝国軍とともにあるからだ。軍隊は根源を無能にする、すべての人間の最大欲求を破壊し、人間の尊厳は失せる... 私は見てきたこと知ったことすべてについて書かなければならない。そして、私の小説で、帝国軍に対して決闘を申し込まなければならない。」 | 」 |

と妻に宛てた手紙の中で述べている。
小説『決闘』は、この年の文壇でセンセーションを巻き起こした。1905年に1900年代初頭にしては膨大な部数である約4万5500部を売り上げた。小説は1917年まで続いた論争を引き起こした。左側の批評家は『決闘』について「専制政治の棺内を新たに暴いた」と歓迎する、その一方、保守派は「統治体制に向けられた騙し討ち」と非難している。1人の士官はペテルブルク新聞紙面上でクプリーンに決闘を挑んだ。一方、1905年夏、20人からなる士官グループは感謝の気持ちを表する手紙を著者に書いた。『決闘』についてニコラス・ルーカーは「クプリーン作品の頂点... ロシア文学史における不朽の名声を保証された」と述べている。

### 1905年-1913年

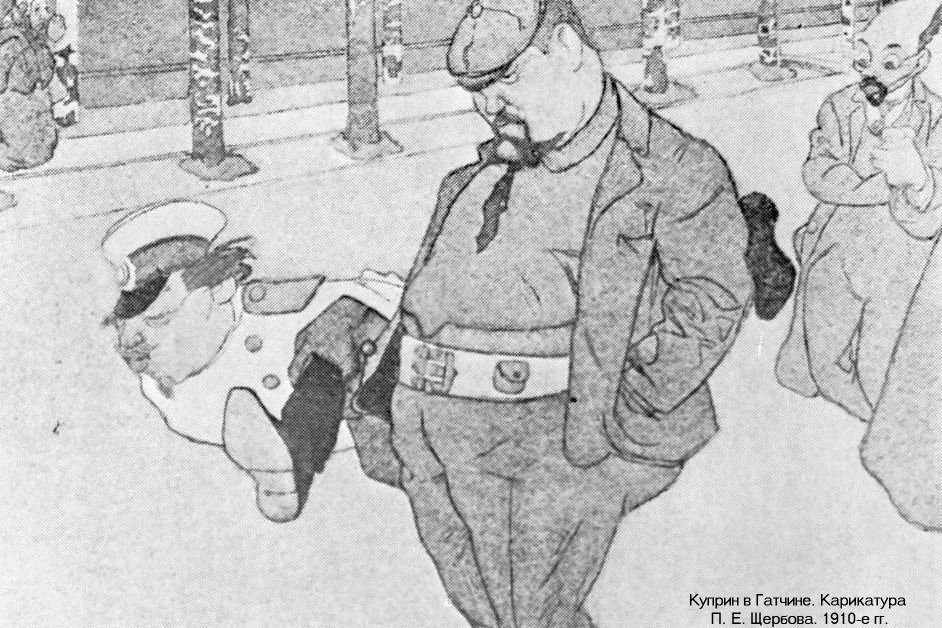
ガッチナのクプリーン (1910年代の劇画)

クプリーンは生涯を通して政治的見解について不明確な人物であったが、1905年に起きた事件で体制に対して厳しく批判するようになった。クプリーンはセヴァストポリにある黒海艦隊の水兵と関係を築き上げ、さらに、1905年6月、反乱を起こした戦艦ポチョムキンに参加しようとさえした。 
クプリーンは政治的に信用できないと見られたことから秘密警察の監視下に置かれた。「セヴァストポリ事件」の時、クプリーンはバラクラヴァで一連の出来事を目撃、巡洋艦オチャーコフの破損の様子について説明した。彼の事件での行動はジャーナリストとしてだけでは無かった。後年、物語"The Caterpillar" (1918年)で、彼が燃えさかる巡洋艦から脱出する複数の乗員の救出を手伝ったことについて明らかにしている。黒海艦隊司令官の提督グリゴーリイ・チュフニーンは、名誉毀損を根拠とした上で、法的手続きを起こし、48時間以内にセヴァストポリを発つようクプリーンに命じた。1906年6月にチュフニーンは暗殺されてしまったがこの真相を聞いたのは2年も経ったのちのことである、そして、クプリーンは1909年8月にジトーミルで罰金と10日間の自宅軟禁を言い渡された。
1905年半ばでよく知られている小説には"Dreams"、"The Toast"、"Art"、"The Murderer"等、後者の作品はその当時ロシアを席巻していた暴力問題を取り上げている。ロシア士官を装った日本人スパイの物語『ルイブニコフ二等大尉』(1906)についてゴーリキーは大いに賞賛した。短編小説"An Insult" (1906)、小説"Gambrinus" (1907)等は議論をよぶ、1905年以後に執筆した主題の多くは感情的なものでセヴァストポリ事件における演説的口調の繰り返しであった。
1905年以降再びクプリーンは数多くの非文学的な分野で活発になった。彼は1909年-1910年に有名な運動選手セルゲイ・ウートチキン(Сергей Уточкин)とともに気球飛行を実行、潜水者として黒海の深みに潜った、そしてまた、飛行士イヴァン・ザイキン(Иван Заикин)による飛行機旅行に同行した。
クプリーンは1908年にズナーニエ派を去った。彼は関係が悪化したゴーリキーの手を借りずにして短編小説"Seasickness"を1908年に独自で出版した。彼の非政治的動物物語の中で最も有名な『エメラルド』（1907年）、雅歌に基いている永遠の愛の頌賦『スラミスフィ』（1908）、自伝小説『レーノチカ』（1910）叶わぬ愛を粛然と悲劇的理想を描いた彼の最も有名な運命的ロマンチシズム物語『ガーネットブレスレット』(1911)、バラクラの漁師を描いた『リストゴーヌイ』 (1907–11)は質素な生活に対する叙情調的讃歌、素朴な民謡がもつ美点を壮大に礼賛している。1909年10月、クプリーンはブーニンと共にプーシキン賞を受賞した。

### 『魔窟』1909年-1916年
クプリーンは1908年に最も野心的で物議を醸した長編小説『魔窟』に取り組んでいた。この小説は売春が主題で第一部は1909年、第二部は1914年、第三部を1915年にそれぞれ発表した。第一部で広範な論争を引き起こし、第二部や第三部は世間一般の冷淡さに直面した。彼の小説はドキュメンタリーあるいは小説であるかどうか、2つの間で気迷うか、あるいは人為的方法で組み合わせを試みるか、明らかに決断することができなかった。「彼はドキュメンタリー気分によってより成功を果たし、売春宿生活の詳細に迫った第一部はずばぬけてよい」とニコラス・ルーカーは評する。小説は幾人のロシア批評家や自然主義文学作家等（その中にはレフ・トルストイ等）によって非難されたが、しかし、ニーナ・ベルベーロヴァ (Nina Berberova)など数多くから称賛された。

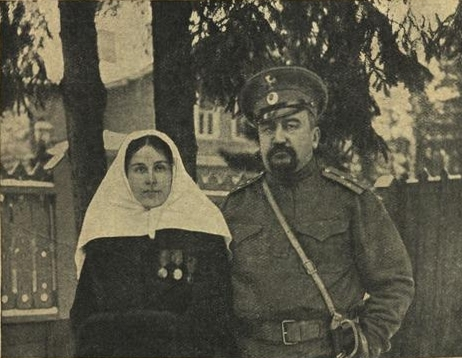
第一次世界大戦中のクプリーンと妻

長編小説『魔窟』はクプリーンにとって最後の大きな作品であり、幾多の創作性の衰えを告げるものとなった。 1912年から第一次世界大戦勃発にかけてのクプリーン作品の多くは、"Black Lightning"および"Anathema"を除けば評価が低い。 1912年の4月から7月までの間、フランス南部を訪れ、旅で受けた印象の全体像で成り立つ短編集"The Cote d'Azur"が生まれた。1912年5月に執筆し始め、およそ20の短編はロシアに帰国した後、1913年に完成した。1911年、ペテルブルクの近くガッチナに一家とともに移った。
第一次世界大戦が勃発、クプリーンは地元ガッチナで軍病院を開設し、その後、西部戦線の町を訪れた。1914年の暮れ頃のこと、彼は報道機関を通して負傷者の治療費増額を強く訴え、そしてまた12月に彼の文学活動25周年を祝う考えを拒否した。予備役将校として1914年11月に軍隊へと召集され、フィンランドで歩兵中隊を1915年5月まで指揮したが、病気を理由に除隊した。戦争を反映している小説はわずかであるがその中で最も注目すべき風刺作品は国民の不満に際し財産を築き上げる皮肉でもって非難した("Goga Veselov", "The Cantaloups", "Daddy", "Grunya")等である。

### 1917年革命
二月革命の頃、クプリーンはヘルシンキにいた。彼はここで医者による診察を受けに行っていた。ガッチナに戻り、5月に社会主義革命家の新聞『Svobodnaia Rossiya』（自由ロシア）の編集を始め、『Volnost』（自由）や『Petrogradskii Listok』（ペトログラードリーフレット）にも寄稿、ツァーリズム崩壊への熱意を一連の記事の中において表明した。二月革命によってもたらされた自由を歓迎する一方で、さらなる混乱をもたらす過激な行動を予測し、ロシアが流血騒ぎの濫行に突入することを警告した。
クプリーンは十月革命では政治的立場をほとんど表明しなかった。1918年半ばまで『Petrogradskoe Ekho』 (ペトログラードのこだま), 『Vecherneye Slovo』 (夕刻の談話), 『Zaria』 (曙光)等その他寄稿した様々な新聞記事の中で、新体制に対する態度を決めかねたままだった。彼はボリシェヴィキ革命の歴史的意義を認識していることを語り、「正直で勇敢な男」とレーニンを賞賛して、ボルシェヴィズムが人類のために避けられない偉大で、純粋な公平無私な教義を構成していると述べた。まだ、マクシム・ゴーリキーの世界文学出版社で働いていた頃に、彼は穀物割当徴発制度や戦時共産主義の政策を批判、ボリシェヴィキはロシア文化の存立を危くし、国土におけるボリシェヴィキの不適当な認識によって人々に苦しみをもたらしたと主張した。 1918年6月、クプリーンは政権に批判的な新聞『Molva』 (風聞)の記事によって逮捕され、短い期間、拘留された。1918年の小説の一つ"The Caterpillar"で女性革命家のヒロイズムを賞賛、さらに"The Ghost of Gatchina"はロシアで新たに現れた支配者の専制政治について描かかれた反ボリシェヴィキ物語。 
1918年暮れ、クプリーンは特別に農民層のために机上で設計した緻密な計画「ズィムリャー」 (土地)を立案した。提案したプログラムでは、共産主義の原則に矛盾しない線に沿ったうえで農村生活の根本的な変化について政府を補佐、関与することを伴っていた。提案はゴーリキーに支持され、1918年12月25日にクプリーンとの会合を経たレーニン自身によって承認されたが、結局プロジェクトは実現しなかった。

### 海外移住年

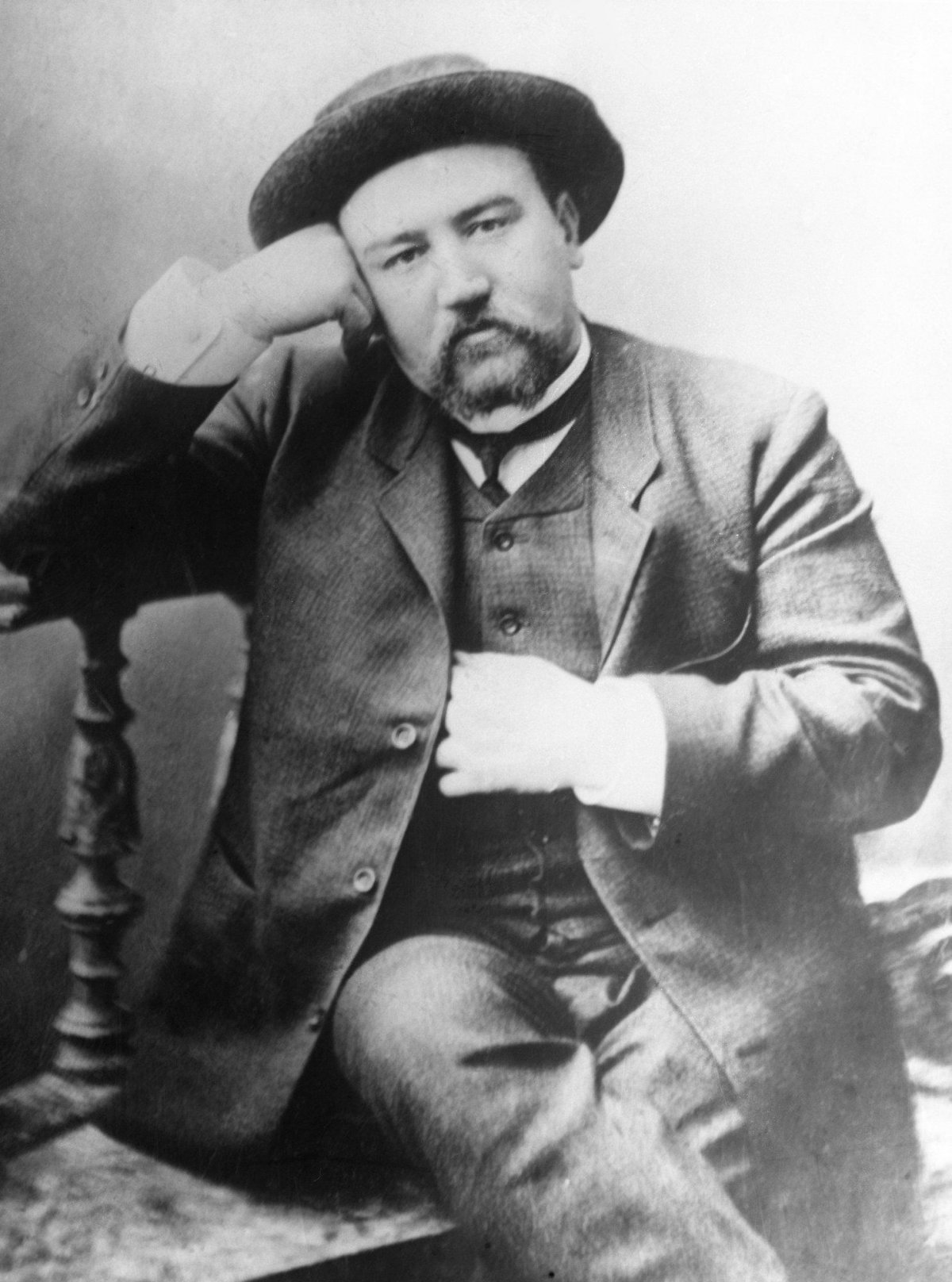

1919年10月16日、ガッチナは将軍ニコライ・ユデーニチ率いる白軍が掌握した。二週間をクプリーンはユデーニチ軍司令部によって発行された新聞『Prinevsky Krai』（ネヴァの地）を編集した。10月に白軍は西方へと後退、クプリーンはヤムブルクに赴き、ここで妻や娘と合流した。一家はナルヴァ経由でエストニアのレヴェルに着き、12月にフィンランドへ向かった。ヘルシンキに半年あまり滞在後、フランスへ向かい、1920年7月上旬に一家はパリに到着した。
むこう17年間におけるパリ生活で創造力の衰えが見られ、そしてまたアルコール依存症に陥っていた。ロシアから遠く離れたことに嘆息していた彼は引っ込み孤独になった。一家の経済的状況は悪かった。クプリーンは「私は裸一貫で旅発ち... 住む家もない老いた犬のように極貧だ」と古くからの友人イヴァン・ザイキンに宛てた手紙で述べた。このすべてがからみ合い執筆の障害になった。「才能ある男はロシア無しでは厳しかった」と1925年にクプリーンは記者に語っている。
移住したなかでクプリーンの望郷心は作品における回想的な傾向に明白であった。彼はかつて書いていた明るいテーマへ帰り、自身が体験した失った故郷を思い続けていた。 1925年にフランス南西部を訪れ、バイヨンヌ闘牛の鮮やかな物語"Crimson Blood" (1926)に影響を与えた。そしてまた、1927年にガスコーニュやオート＝ピレネー県における4つのスケッチからなる"The Blessed South"。
それから、1928年に亡命ロシア人作家の会議に出席するためベオグラードを訪問して、ユーゴスラビアで主に都会的な短編を書いた。
パリ時代におけるクプリーンの主要3作は、"The Wheel of Time" (1929)、自伝小説『士官候補生』 (1932)、そして、近所に住む小さな女の子に対する中年を過ぎた教授による愛を描いたロマンチックな物語『ジャネット』(1933)。

### 帰国、そして死

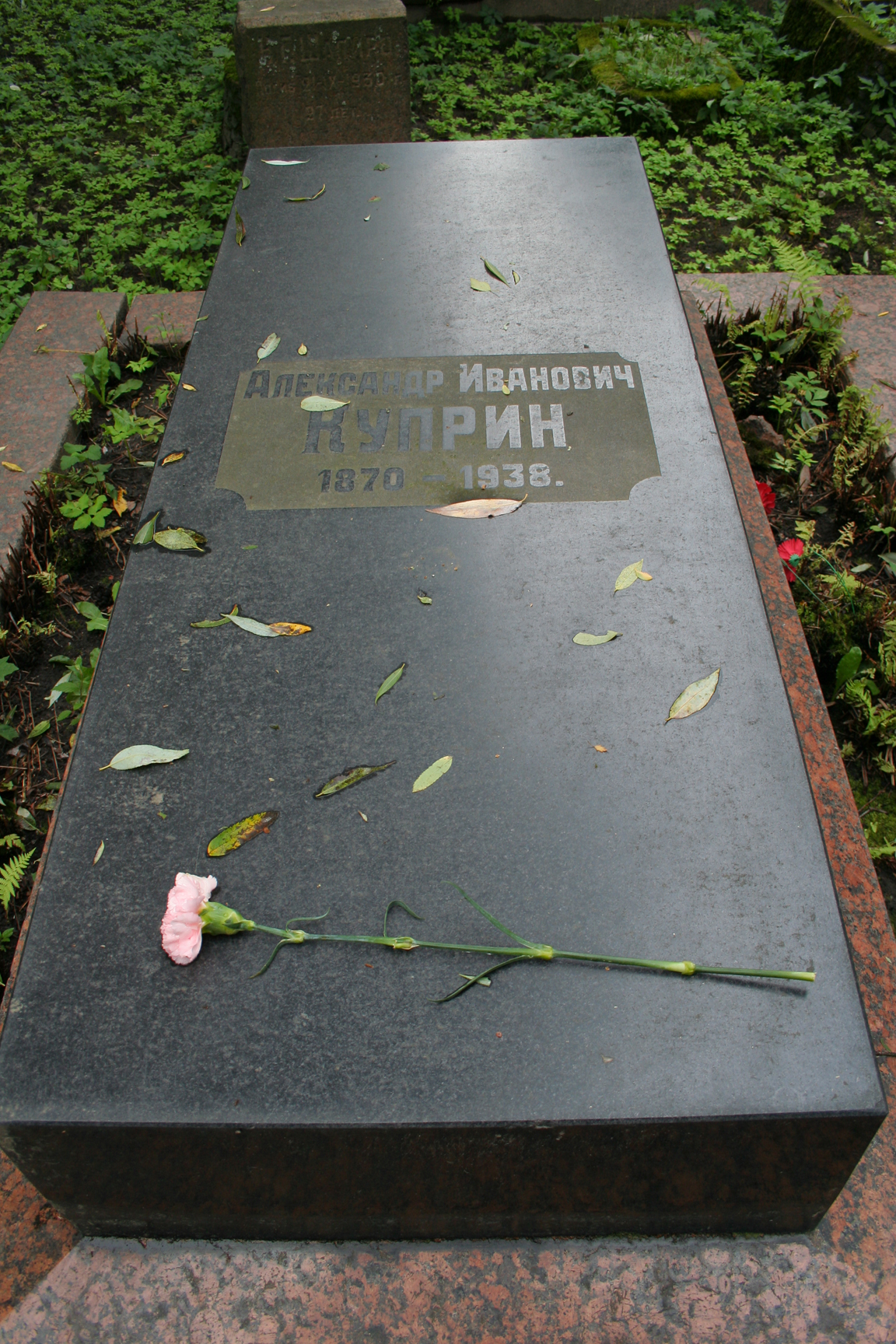
アレクサンドル・クプリーンの墓

1930年、クプリーン一家は貧困そして借金を抱えていた。文筆の報酬では不十分であり、何年ものパリ在住、彼に過度の飲酒が付きまとっていた、1932年以降、彼の視界は劣化し始め、筆蹟を悪くした。妻は製本屋や亡命者の貸本屋の開業を試みるも金銭面で損失を被った。ソビエト連邦への帰国はクプリーンの現状や精神的な苦しみの唯一の解決策だった。1936年後半、最終的にビザ申請することを決めた。 1937年5月29日に1人娘に見送られながらクプリーンはパリ北駅を発ちモスクワ北駅へと向かった。 5月31日にクプリーンはモスクワに到着し、メトロポールホテルにて作家同盟代表者と会った。モスクワ市外のゴリツィノでソビエト連邦作家同盟が所有するダーチャに移り、6月上旬にクプリーンは医者の治療を受け、冬まで休養をとった。12月中旬に彼と妻はレニングラードのアパートに引っ越した。
パリ時代の彼は健康を害し、老体へと変貌していた。悲劇的な変貌ぶりを1900年代始めからの友人である作家ニコライ・テレショフは気づいた。ニコライ・テレショフの到着後まもなくクプリーンを訪れ、テレショフはクプリーンが錯乱し、まとまりの無い、そしてその痛々しさを見た。
のちにニコライ・テレショフはこう書いている「彼は身体的に大いに壮健にして力強くロシアを発った... しかし、異常なほどやせ衰えて. ... 薄弱な病人として帰国した。もはやこれはクプリーンでは無かった - あの優れた才能人 - それは... 衰弱し、惨憺にして、目に見えて死にかけていた」。
最終的にクプリーンは1937年5月31日にモスクワへ戻った。彼が死去する前の1年あまり大粛清の嵐は極致に達していた。クプリーンは帰国によってソ連国内で作品の出版を許されたが、実質的な新作を著していない。『イズベスチヤ』紙は1937年6月にゴーリキー死去一周年を記念して、クプリーンの"Fragments of Memoirs"を刊行した。 10月に"My Native Moscow"を著した。クプリーンの周りで起こっていたことへの作家達の一般的な反応は全く幸福感からほど遠かった。クプリーン最後の数ヶ月について、娘リディア・ノールは母国で余所者だと感じて幻滅した老人の絵を描いている。
1938年1月にさらなる健康の悪化をもたらした。7月までの健康状態は深刻だった。すでに腎臓障害や多発性硬化症に苦しみ、そして、食道癌を発症。手術はほとんど効果が無かった。アレクサンドル・クプリーンは1938年8月25日に亡くなり、2日後、レニングラードのヴォルコヴォ墓地内にあるリテラトルスキー・モーストキンで作家仲間達の近くに埋葬された。

## 私生活
1902年2月、クプリーンはペテルブルク音楽院院長の未亡人アレクサンドラ・ダビドワの養女マリア・カルロヴナ・ダビドワと結婚した。1889年にアレクサンドラ・ダビドワの夫が死去、『神の世界』の編集者となった。1902年にアレクサンドラ・ダビドワが亡くなったとき、マリア・カルロヴナ・ダビドワは『神の世界』を引き継ぎ、ほどなく、クプリーンは妻の定期刊行物のフィクション部門長になった。1903年に娘リディアは誕生した 。
1907年に最初の妻と離婚し、アレクサンドラの親友でリディアの家庭教師でもある慈善修道女エリザヴェータ・モリトソヴナ・ゲインリフ(1882-1943)と再婚。 1908年に娘クセーニヤが生まれた。クプリーンの母親は1910年に亡くなった。

## レガシー
ニコラス・ルーカーの評によれば、
ロシア文学史の中においてクプリーンの位置づけはもしユニークでなければ非常に重要であった。 1860年代に頂点に達していた偉大なロシア小説によって覆い尽くされていた時代に生まれた。彼自身の落ち着きの無い気質に、彼世代の多方面にわたる関心事に適したジャンルとして短編小説になった... 同時代人にチェーホフ、ゴーリキー、そしてブーニン。彼はロシア文学で匹敵するものがないほど、短編小説のジャンルを開花させた。彼はチェーホフの慎み、ゴーリキーの信念、ブーニンの巧みさを認めた、クプリーンは物語の歩み、構想の組み立て、そして濃厚な題材を書いた。人間精神における変わらぬ関心と相まってこれらの素材は、今日においても非常に読みやすい。
小説『決闘』（1905）によって有名になったクプリーンはアントン・チェーホフ、マクシム・ゴーリキー、レオニド・アンドレーエフ、ノーベル賞を受賞したイヴァン・ブーニンなど仲間の作家たちによって非常に高く賞賛され、そしてまたチェーホフの真の後継者とレフ・トルストイは褒め称えた。彼は作家として一時期、文学的実験の流れの中に居たが、クプリーンは革新性を追求せず、わずかに彼自身が経験したことについてのみ書く、そしてまた彼のヒーローはチェーホフの悲観主義後の次世代であった。
ウラジーミル・ナボコフは、「悲哀な冒険を求める物語はロシアのキップリングであり、しばしば神経症および打たれ弱い」と述べた。20世紀中を通してアレクサンドル・クプリーンは「ロシア文学において最も広く読まれた古典のひとつ」、彼の作品に基づく多くの映画が誕生、「一般庶民や不幸な愛が生きずく鮮やかな物語、軍隊や売春宿を描写、いつも常に時間と空間において作家であった。」
1979年にソ連の天文学者ニコライ・チェルヌイフによって発見された小惑星3618 Kuprinは彼にちなんで命名されている。

## 主な著書
- 最後のデビュー Последний дебют  (1889)
- 「さあ、やれ」 Allez! Allez! (1897)
- 貪欲の神 Молох (1896)
- 野性の誘惑 オレーシャ  Олеся (1898)
- サーカスにて В цирке (1902)
- 決闘 Поединок (1905)
- 生活の河 Река жизни (1906)
- ルイブニコフ二等大尉 Штабс-капитан Рыбников (1906)
- エメラルドИзумруд (1907)
- 魔窟 Яма (1909–1915)
- ガーネットブレスレット Гранатовый браслет (1911)
- 液体太陽 Жидкое солнце (1913)
- 士官候補生 Юнкера (1928–1932)
- ジャネット Жанета   (1933)